# Irina Kouznetsova
Irina Vladimirovna Kouznetsova (en russe : Ирина Владимировна Кузнецова) (née Stratanovitch le 2 octobre 1988 à Moscou) est une joueuse de volley-ball russe. Elle mesure 1,91 m et joue au poste de réceptionneuse-attaquante. Elle totalise 22 sélections en équipe de Russie.

## Clubs
| Club                 | De        | À         |
| -------------------- | --------- | --------- |
| Dinamo (RSSU-ShVSM)  | 2005-2006 | 2008-2009 |
| Dinamo Kazan         | 2009-2010 | 2011-2012 |
| Khara Morin          | 2013-2014 | 2013-2014 |
| Ienisseï Krasnoïarsk | 2014-2015 | …         |

## Palmarès

### Équipe nationale
- Championnat d'Europe des moins de 18 ans
  - Finaliste: 2005.
- Championnat du monde des moins de 18 ans
  - Finaliste: 2005.

### Clubs
- Coupe de Russie
  - Vainqueur : 2010.
- Championnat de Russie
  - Vainqueur : 2011, 2012.

### Distinctions individuelles
- Championnat du monde de volley-ball féminin des moins de 18 ans 2005: Meilleure réceptionneuse.